# Моисеев, Пётр Александрович
Пётр Алекса́ндрович Моисе́ев (7 марта 1986, Подольск, Московская область) — российский бобслеист, разгоняющий, выступающий за сборную России с 2006 года. Участник зимних Олимпийских игр 2010 года в Ванкувере (Канада), Олимпийских игр 2014 года в Сочи (Россия), чемпион мира среди юниоров в сезоне 2007/2008, 2008/2009, неоднократный призёр этапов Кубка мира и Европы, мастер спорта международного класса.

## Биография
Пётр Моисеев родился 7 марта 1986 года в Подольске (Московская область). В школе начал заниматься пожарно-прикладным спортом и лёгкой атлетикой, стал призёром Первенства России среди юношей и девушек в беге на 110 метров с барьерами. После окончания школы поступил в Государственное училище олимпийского резерва город Щёлково (Московская область), специализировался в беге на 60 метров и 110 метров с барьерами. Тренировался под руководством олимпийской чемпионки Гойщик Татьяна Геннадьевна, выступал за Московскую область.
В 2006 году из-за череды травм принял решение о прекращении выступления в лёгкой атлетике. В том же 2006 году решил попробовать себя в бобслее в качестве разгоняющего, где после прохождения тренировочных тестов, присоединился к национальной сборной России и уже через несколько недель после начала тренировок, руководство Московской федерации бобслея и скелетона, сообщила о подготовке спортсмена к юниорскому первенству Европы.
Под руководством тренера Олега Соколова был включен в состав экспериментальной школы высшего мастерства «Воробьёвы горы».
На всероссийских соревнованиях с 2006 по 2014 год выступал за сборную Москвы, с 2014 года выступает за Воронежскую и Московскую область, с 2018 года выступает за сборную Москвы и Воронежскую область.

## Спортивные достижения

### Выступление 2006—2010 год
В сезоне 2006/2007 выступал в составе как в двухместного, так четырёхместного экипажа пилота Дмитрия Абрамовича и Алексея Горлачева на этапах Кубка Европы, не поднимаясь выше 8-го места.
В сезоне 2007/2008 в составе российской четверке (Дмитрий Абрамович, Роман Орешников, Дмитрий Труненков, Петр Моисеев) стал Чемпионом мира среди юниоров, проходившего в австрийском Иглсе, а также выиграл золото на двух этапах Кубка Европы.
В декабре 2007 года готовясь ко второму этапу Кубка мира в американском Парк-Сити в составе четырёхместного экипажа, спортсмен неожиданно на ледяной эстакаде перед стартом травмировал заднюю поверхность бедра, тем самым выступление всего российского экипажа было под вопросом. Тренерскому штабу пришлось срочно вызывать Сергея Прудникова, который в этот момент выступал на Кубке Европы.
На чемпионате мира 2008 года в немецком Альтенберге занял девятое место в составе российской четверки (Дмитрий Абрамович, Петр Моисеев, Александр Ушаков, Сергей Прудников)
В сезоне 2008/2009 в составе российской четверки (Дмитрий Абрамович, Петр Моисеев, Андрей Юрков и Сергей Прудников) стал Чемпионом мира среди юниоров в немецком Кенигзее, опередив два немецких экипажа. В том же сезоне завоевал две бронзовые медали на этапах Кубка мира в канадском Уистлере и австрийском Игльсе и выиграл шесть золотых наград на различных этапах Кубка Европы. На чемпионате мира 2009 года в американском Лейк-Плэ́сиде занял пятое место в составе четырёхместного экипажа пилота Дмитрия Абрамовича.
В олимпийском сезоне 2009/2010 тренерским штаб проводились эксперименты с составом сильнейшего четырёхместного экипажа. К пилоту Александру Зубкову на этапах Кубка Мира ставились в экипаж — Алексей Воевода, Филипп Егоров, Дмитрий Труненков, Петр Моисеев. За месяц до выступления на Олимпийских играх тренерский штаб решил не ломать устоявшиеся, обкатанные на последних этапах Кубка мира состав (Александр Зубков, Филипп Егоров, Дмитрий Труненков, Петр Моисеев), тем самым не включил в состав призёра двух Олимпиад по бобслею, одного из сильнейших российских разгоняющих Алексей Воевода.
Таким образом, Петр Моисеев выступал в составе сильнейшего экипажа российской четверке титулованного пилота Александра Зубкова (Филипп Егоров, Дмитрий Труненков, Петр Моисеев).
Экипаж шел по трассе отлично. Чуть-чуть, на сотые, отставая от графика лидеров. И было очевидно, что шанс сразу же закрепиться в призовой тройке у этого экипажа действительно есть. И тут произошло то, что с экипажами во главе с Александром Зубковым происходило крайне редко, даже на сложнейших трассах вроде той, что построена в Уистлере. Российский боб перевернулся и вынуждены были отказаться от дальнейших выступлений, этот инцидент произошел ближе к финишу. Все спортсмены самостоятельно выбрались из болида и избежали травм. Потом выяснилось, что причиной аварии явилась отнюдь не ошибка пилота. Президент Федерации бобслея и скелетона России Никита Музыря сообщил, что боб Зубкова потерпел крушение из-за неполадок с рулевым управлением и был серьезно поврежден.

### Выступление 2011—2014 год
В сезоне 2010/2011 на этапах Кубка Европы выступал в составе четырёхместного экипажа молодого пилота Никиты Захарова, пополнил медальную коллекцию сразу двумя серебряными наградами, а на этапе Кубка Америки в Парк-Сити и Калгори завоевал две бронзовые медали в четвёрках.
В феврале 2011 года в составе российской четверки (Никита Захаров, Петр Моисеев, Алексей Киреев, Сергей Прудников) завоевал бронзовую медаль Чемпионата мира среди юниоров, проходившего в американском Парк-Сити. Завершая сезон 2010/2011, выступил на чемпионате мира в немецком Кенигзее занял лишь 11-е место.
В сезоне 2011/2012 в составе российской четверки (Никита Захаров, Юрий Селихов, Ильвир Хузин и Петр Моисеев) завоевал серебряную медаль Чемпионата мира среди юниоров, проходившего в Иглс (Австрия), вырвав всего 0,02 секунды у немецкой команды. При этом, изредка выступая на этапах Кубка мира в составе четырёхместного экипажа пилота Александра Касьянова, не показывал высоких результатов.
В сезоне 2012/2013 редко появлялся на официальных стартах.
В ноябре 2012 года спортсмен не смог вылететь в США на первый этап Кубка мира в Америку из-за проблем с визой. По словам спортсмена, визу не успели оформить, так как документы были поданы позже положенного срока.
Успешно выступил только на пятом этапе Кубка мира, проходившего в Ла-Плани (Франция), где в составе четырёхместного экипажа пилота Александра Касьянова занял третье место.
В олимпийском сезоне 2013/2014 не показывал высоких результатов, лишь единожды выиграл этап Кубка Европы в австрийском Иглс. По решению тренерского штаба не был включен в сильнейшие экипажи пилотов Александра Зубкова и Александра Касьянова, получив место только в составе третьего экипажа российской четверке.
В составе третьего экипажа российской четверке (Никита Захаров, Николай Хренков, Петр Моисеев и Максим Мокроусов) занял 15-е место на Олимпийских играх 2014 года в Сочи (Россия).
После Олимпийских играх 2014 года в Сочи поменял амплуа с разгоняющего на пилота, пройдя обучение в Школе бобслейных пилотов на трассе в Сочи.
В ноябре 2014 года на олимпийской санно-бобслейной трассе в Парк-Сити (США) получил международный сертификат пилота.

### Выступление 2015—2018 год
После Олимпийских играх 2014 года в Сочи наблюдался спад в спортивной форме, который обусловлен циклическим характером выступления в бобслее для подготовки к следующему олимпийскому сезону.
Весной 2015 года главный тренер сборной России Пьер Людерс, сообщил о тренерских планах по поводу перспективности спортсмена, выразив надежду, что с 2016 года Моисеев будет выступать в качестве пилота в основной команде сборной России.
В сезоне 2014/2015, выступая в качестве бобслейного пилота на этапах Кубка мира и Европы каких-либо значимых результатов не достиг, в результате чего поменял амплуа с пилота на разгоняющего.
В сезоне 2015/2016 выступал в составе четырёхместного экипажа на четырёх этапах Кубка мира (Лейк-Плэсид, Парк-Сити, Санкт-Мориц, Кенигзее), не поднимаясь выше 10-го места.
В сезоне 2016/2017 выступал в составе четырёхместного экипажа на шести этапах Кубка мира (Лейк-Плэсид, Альтенберг, Винтерберг, Санкт-Мориц, Кенигзее, Иглс) не поднимаясь выше 8-го места.
В феврале 2017 года был включен в состав сборной России на чемпионат мира 2017 года по бобслею и скелетону в немецком Кенигзее, однако участие в нём не принял.
С марта 2017 года в качестве разгоняющего в составе сборной России вел подготовку к зимним Олимпийским играм 2018 года в Пхёнчхан (Южная Корея).
В сентябре 2017 года стал участником проекта «Мотивация в Движении Спорта».
В олимпийском сезоне 2017/2018 не показывал высоких результатов, лишь единожды участвовал на этапе Кубка мира в немецком Винтерберг, занял 18 место в составе российской четверки.
Не попал в состав сборной России для участия в Олимпийских играх 2018 года в Пхёнчхан (Южная Корея).

### Выступление 2018—2019 год
В октябре 2018 года в составе четырёхместного экипажа занял третье место на Кубке России проходившего на трассе в Сочи.
В сезоне не показывал высоких результатов, лишь единожды участвовал на этапе Кубка мира в немецком Кёнигсзе, занял 13 место в составе российской четверки.
В марте 2019 года в составе четырёхместного экипажа (Святослава Фомина, Юрия Селихова, Максима Мокроусова) занял третье место на чемпионате России проходившего на трассе в Сочи

## Личная жизнь
В 2013 году окончил Российский государственный аграрный университет — МСХА им. К. А. Тимирязева.
В 2018 году окончил Воронежский государственный институт физической культуры.